# Bibio marci
La mosca de San Marcos, mosca negra o mosca de marzo (Bibio marci) es una especie de mosca de la familia Bibionidae. Se encuentra en gran parte de Europa. Los adultos suelen emerger en el día de San Marcos, el 25 de abril.

## Biología
Como la mayoría de las larvas de Bibionidae, crecen en áreas verdes y son herbívoros y carroñeros que se alimentan de vegetación muerta o raíces de plantas vivas. Se sabe que las larvas de Bibio marci son plagas que dañan las raíces de apio, espárragos, rosas, saxifragas, césped, lechuga y prímula. También se alimentan de una gran cantidad de especies de plantas que no tienen importancia a nivel comercial.